# Harold Spencer Jones
Harold Spencer Jones (Londra, 29 marzo 1880 – Londra, 3 novembre 1960) è stato un astronomo inglese.
Ha determinato la parallasse solare dall'osservazione di 433 Eros. È stato tra coloro che, convinti dell'opportunità di unire gli sforzi comuni per un'astronomia di ampia ricerca, hanno fondato nel 1954 l'osservatorio europeo australe.

## Onorificenze
- Gold Medal of the Royal Astronomical Society (1943)
- Royal Medal (1943)
- Bruce Medal (1949)
- Medaglia Rittenhouse (1955)